# 足立弥四郎
足立 弥四郎（あだち やしろう、1880年〈明治13年〉11月3日 - 没年不詳）は、愛知県額田郡幸田村（現・幸田町）出身の政治家・教育者。海部郡長（1924年 - 1926年）、津島町長（1926年 - 1930年）、半田町長（1930年 - 1937年）、第2代半田市長（1946年）。

## 経歴
愛知県三河地方の額田郡幸田村（現幸田町）出身。足立進の長男。第三師団歩兵連隊に所属した後、明治末期に官吏として採用された。1924年（大正13年）に海部郡の郡長となり、1926年（大正15年）の海部郡役所廃止に向けて郡政の縮小整理を行った。同年の海部郡廃止後には津島町（現・津島市）の町長に就任し、1930年（昭和5年）まで町長を務めた。津島町長在任中には津島町立図書館を開館させるなどし、さらには津島共存園の園長も兼任した。津島町長を退任した1930年（昭和5年）4月には知多郡の半田町長に就任した。半田町長在任中には成岩町や亀崎町との合併交渉を進めた。1937年（昭和12年）10月の半田市発足の際には半田市長臨時代理者を同年11月まで務めた。初代半田市長・中埜半左衛門の下で助役を務め、1946年（昭和21年）6月14日に半田市長に就任したが同年11月22日に辞職した。辞職後は郷里で農業を営んだ。